# Saint-Jean-Pierre-Fixte
Saint-Jean-Pierre-Fixte település Franciaországban, Eure-et-Loir megyében. Lakosainak száma 269 fő (2022. január 1.). Saint-Jean-Pierre-Fixte Souancé-au-Perche és Trizay-Coutretot-Saint-Serge községekkel határos.

## Népesség
A település népessége az elmúlt években az alábbi módon változott:
| Lakosok száma | 145  | 210  | 307  | 289  | 277  | 263  | 259  | 263  | 265  | 269  |
|               | 1968 | 1982 | 1990 | 2006 | 2013 | 2015 | 2017 | 2019 | 2020 | 2022 |